# 方正站
方正站位于中华人民共和国黑龙江省哈尔滨市方正县，是哈佳铁路上的高铁站，于2018年9月30日通车启用，由中国铁路哈尔滨局集团有限公司哈尔滨站管辖。

## 車站周邊
- 方正县人民法院
- 方正湖公园
- 方正县政府
- 方正客运站
- 方正县第一中学
- 方正县城市管理局
- 方正广播电视台
- 方正协和医院

## 歷史
- 2018年9月30日通车启用。

## 外部連結
- 中国铁路客户服务中心 （页面存档备份，存于）